# Beirute (província)

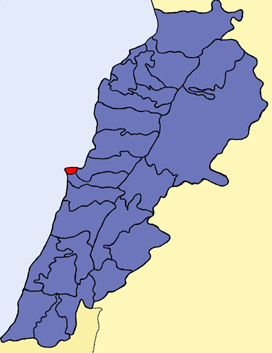
Província de Beirute

Beirute (Árabe: محافظة بيروت; Muḥāfaẓat Bayrūt) é uma província (muhafazah) do Líbano. É constituída apenas por um distrito, Beirute, e uma cidade, Beirute, que é também a sua capital e a capital do Líbano.
Tem uma área de 19.8 km² (sem subúrbios). No entanto, apesar dos seu pequeno tamanho, é considerada a região mais importante no país, devido à sua actividade económica, política, cultural e social.

## Cidades
- Beirute
- Tiro
- Sídon